# Кокошнє
Кокошнє (словен. Kokošnje) — поселення в общині Домжале, Осреднєсловенський регіон, Словенія.